# Jagiellonenkanal

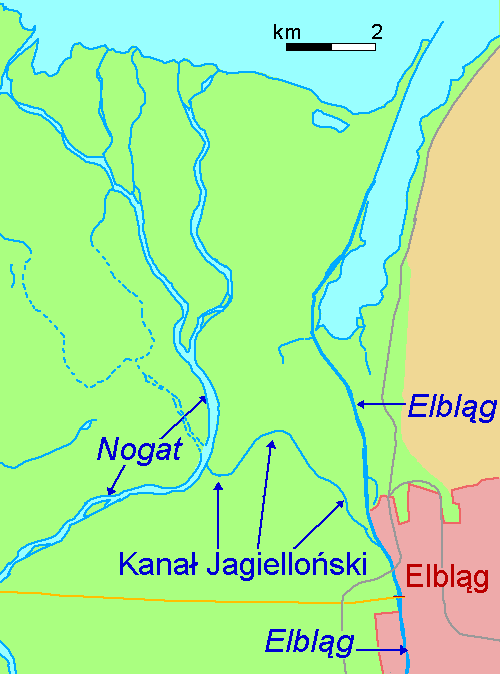
Lage des Jagiellonenkanals

Der Jagiellonenkanal (früher Kraffohlkanal, polnisch Kanał Jagielloński) verbindet den durch die Stadt Elbląg (Elbing ) zum Frischen Haff fließenden Fluss Elbląg mit der Nogat, dem östlichsten Mündungsarm der Weichsel.

## Geschichte
Erbaut wurde der Kanal 1483 unter der Herrschaft der Jagiellonen, da das westliche Preußen königlichen Anteils seit 1466 in Personalunion mit Polen und Litauen verbunden war.
Der 5,7 km lange Kanal verkürzt den Wasserweg von Elbing nach Marienburg (Malbork) und zur Weichsel und erspart den Flussschiffern  die Fahrt über das Haff.

## Quellen

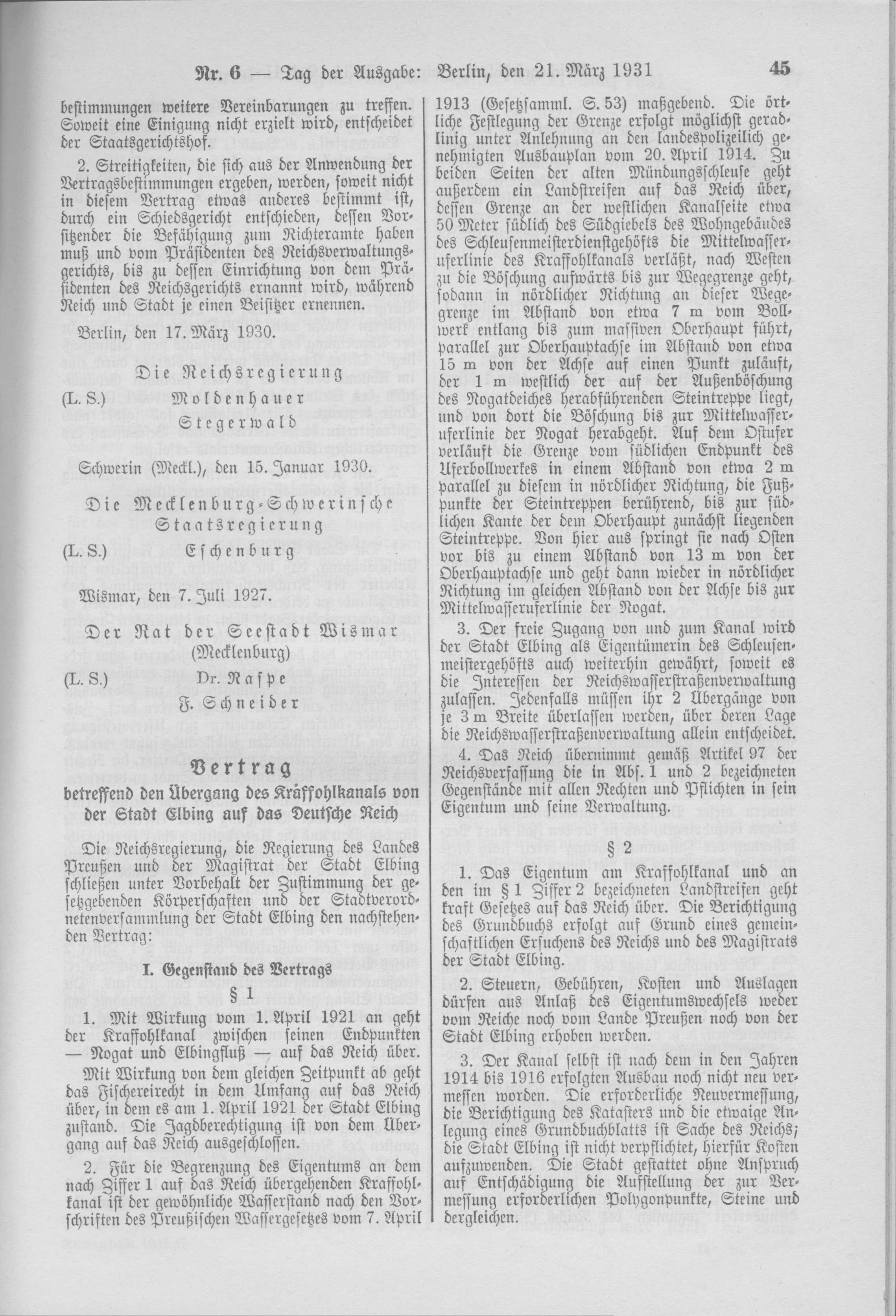
Vertrag, betreffend den Übergang des Kraffohlkanals von der Stadt Elbing auf das Reich (Deutsches Reichsgesetzblatt 1931)